# Patrick Gasser
Patrick Gasser (* 8. Oktober 1985) ist ein Schweizer Freestyle-Skier. Er ist auf die Disziplin Skicross spezialisiert.

## Biografie
Wie bei vielen Skicrossern üblich, war auch Gasser zu Beginn seiner Sportkarriere ein Alpinskifahrer. Im Januar 2001 nahm er erstmals an FIS-Rennen teil, nennenswerte Erfolge blieben aber in den folgenden Jahren aus. Erst im Januar 2006 gelangen ihm zwei Siege. Zwei Jahre später kam er dreimal im alpinen Europacup zum Einsatz, wobei ein 46. Platz sein bestes Ergebnis blieb.
In der Saison 2008/09 entschloss sich Gasser, zu den Skicrossern zu wechseln. Sein Debüt im Freestyle-Weltcup hatte er am 14. März 2009 in Hasliberg, wo er auf Platz 54 fuhr. Erste Weltcuppunkte holte er am 22. Dezember 2009 mit Platz 29 in Innichen. Bis zum Ende der Saison 2009/10 verbesserte er sich auf Platz 10. Zum Auftakt der Saison 2010/11 gewann Gasser am 18. Dezember 2010 überraschend das Weltcuprennen in Innichen. Daneben belegte er anlässlich der Schweizer Meisterschaften 2011 in Arosa den zweiten Rang.

## Erfolge

### Weltmeisterschaften
- Deer Valley 2011: 10. Skicross

### Weltcup
Gasser errang bisher einen Weltcupsieg:
| Datum             | Ort      | Land    |
| ----------------- | -------- | ------- |
| 18. Dezember 2010 | Innichen | Italien |

### Weitere Erfolge
- 2 Podestplätze im Europacup
- Winter-X-Games 2010: 15. Skier X
- 2 Siege in FIS-Rennen (Ski alpin)